# Jordi Sans
Jordi "Chiqui" Sans Juan (Barcelona, 3 de agosto de 1965) é um ex-jogador de polo aquático espanhol, campeão olímpico.

## Carreira
Jordi Sans fez parte da geração de ouro do polo aquático espanhol, fez parte nos elencos vice-campeão olímpico de 1992, e que conquistou o ouro em Atlanta, 1996.